# 異世界歸來的舅舅
《異世界歸來的舅舅》（簡稱）是漫畫作者「快死透了（殆ど死んでいる）」創作的日本漫畫，由2018年6月29日起於KADOKAWA旗下的漫畫網站ComicWalker連載至今。故事講述在現實世界昏迷17年的舅舅從異世界歸來後，外甥敬文聽舅舅口述在異世界的回憶。截至2025年3月，累積發行超過500萬本。
改編電視動畫於2022年7月6日首播，播映至第7集後暫停播映，並由10月6日起自第1集開始重新播映，11月24日播映新集數第8集。2023年2月14日，正式宣布第13話將會在3月8日放映。

## 登場人物
聲優如無特別說明，則為電視動畫的聲優。
嶋㟢陽介（聲：石田彰（鎖鏈戰記3）／子安武人（電視動畫））
本作的主角。外號「舅舅」，初次登場時34歲，相貌跟17歲時除了多了一點山羊鬍外差異不大。十七年前（2000年）出車禍的時候前往異世界冒險，但是本體還在日本昏迷，直到十七年後（2017年）本體甦醒才結束異世界的旅行。能使用異世界語，激動的時候異世界語會脫口而出，但是在日本要發動魔法時需要用日語。回歸地球後利用自己魔法來拍攝網路短片，成為小有名氣的網紅，利用流量跟點閱數賺取廣告費維生，閒暇的時候會用魔法給外甥播放自己在異世界冒險時的遭遇。
在異世界因為相貌的關係被當成是半獸人的亞種遭到人類排擠，遭受大量悲惨的经历，会将这些经历记录在一本记事本后用记忆消除来忘却以维持理智，也因為時常遭人白眼，所以沒注意到身邊女性對他的好感。在穿越异世界后和神明许愿获得希望和异世界人语言相通，因此获得了可以与任何事物交流的能力，从而能够与精灵沟通而驱使它们发动法术，擅長的法術是精靈術，但是如果過度使役精靈或是讓精靈做奇怪的事情，則會遭到精靈的報復反噬。在沒有法術的加持下平均體能比普通人略低。
SEGA的忠實支持者，精通所有SEGA的老遊戲。
高丘敬文（聲：福山潤、大地葉〈少年期〉）
本作的準主角，是主角的外甥（姊姊的兒子）。
原本是遵從家庭會議的決定，去醫院通知剛甦醒的舅舅誰都不想接收他，卻發現舅舅真的去過異世界，而且能使用魔法，於是將他接回自己的公寓同住。對舅舅無意間吐露出在異世界的悲慘遭遇大受衝擊，還看過舅舅刪除自己記憶前記下的遭遇，因而強烈希望舅舅也把自己看過有這些記載的記事本的記憶給刪除。
雖然看了舅舅在異世界與傲嬌精靈的相處場景，而常常吐槽舅舅完全不懂女人心，但自己也對藤宮明顯對他的好感視而不見。隨劇情發展也意識到藤宮對他的情感，同時受長期和舅舅接觸的影響，獲得精靈的認可，開始能夠施展變身魔法。
對於外人以及網路上的有極度不信任有自我偏見的見解。
藤宮澄夏（聲：小松未可子）
大學生，敬文的青梅竹馬，戴著眼鏡的巨乳美女。初次見到舅舅時差點被刪除記憶，但后来也成为分享到舅舅魔法祕密的成員。小學時代是孩子王，長相不但兇惡而且會欺負敬文，給敬文帶來不少心理陰影，直到初中之后才长成正常少女的模样，其實從小學就暗戀敬文，對敬文抱有好感。
精靈（聲：佐倉綾音（鎖鏈戰記3）／戶松遙（電視動畫））
舅舅在異世界遇到的精靈冒險者。全名「司賽爾吉菈傑卡爾涅爾布傑吉爾雷古蘭傑爾卡·愛爾卡」，因名字太長難記，被舅舅用「翠」當作暱稱，以舅舅來說有翡翠之意。被舅舅相救而喜歡對方，傲嬌，对舅舅一直穷追不舍。被商会老板认出是精灵王族艾尔加族的公主，但本人没承认。
對舅舅的稱呼「獸人臉」；舅舅最初對她使用的假名「沃爾夫·岡布拉德」，後面才將真正的本名告訴她。
梅貝爾·雷貝爾（聲：今井麻美（鎖鏈戰記3）／悠木碧（電視動畫））
冰之一族的末裔。閉門不出，不對人打開心房。在遇見舅舅後人生遭遇重大變動。私底下有討厭勞務懶散的一面。被舅舅开解后决心成为家裡蹲后，被村民唾弃，拆毁了她的房子，于是将村民“惩罚”后离开村庄成为冒险者，但依舊死性不改的想過輕鬆的生活。
提及过自己冰之一族的祖先也是来自于故事中现实日本的穿越者，所以对于舅舅的模样并不排斥，同時將舅舅送給她的戒指細心保存。
舅舅對她使用的假名「沃爾夫·岡布拉德」。
愛利希雅·伊戴爾希雅（聲：內田彩（鎖鏈戰記3）／豐崎愛生（電視動畫））
冒險者。身為人類的神聖魔導士。跟兒時好友艾德加和萊卡一起冒險時遇到舅舅，与舅舅同龄但大兩個月。没有9岁前的记忆，能回忆起的记忆是故事开始的11年前被哥布林拐带时，被埃德加、莱卡他们村子里的自卫队救出，通过随身携带的一幅画估算了自己的年龄和生日，因此也十分珍视自己的记忆。舅舅出于自身的安全两次消除过愛利希雅三人的记忆，愛利希雅后来知道后十分生气，与舅舅约定不能消除两人之间关系的记忆。由于舅舅将消灭哥布林的功劳归于愛利希雅的三人小队，使得她被王国认定为被神选中的“神圣勇者”。
舅舅對她和她的隊友使用的假名「黑木天魔」。
艾德加·克洛斯托爾卡（聲：鈴村健一、田中愛美〈幼年〉）
跟兒時好友愛利希雅和萊卡一起冒險的人類劍士，外號「山之薙」，性格較萊卡穩重，一開始和萊卡對舅舅心存警戒，但在見識到舅舅的魔法實力和深交後被對方所折服，同時也將舅舅視作自己的伙伴。。
萊卡·史托萊卡（聲：岡本信彥、東內麻里子〈幼年〉）
跟兒時好友愛利希雅和艾德加一起冒險的人類格鬥士，外號「忘我的狂戰士」，性格較艾德加熱血，一開始和艾德加對舅舅心存警戒，但在見識到舅舅的魔法實力和深交後被對方所折服，同時也將舅舅視作自己的伙伴。
澤江（聲：金元壽子）
與澄夏同所大學的同學，細目鯊魚齒為特徵。
藤宮千秋（聲：高木涉、白石晴香〈幼年〉）
澄夏的弟弟，小學4年級，身高超過170公分，長相跟他姊姊小時候一樣兇惡（跟澄夏不同的是小時候長相反而很可愛）。初登場的時候因為沒認出是兒時玩伴，被敬文誤認為是糾纏澄夏的不良少年。以成為網紅為目標拍攝短片，非常崇拜已經在網路成名的舅舅。暫時不知道舅舅的魔法能力。

## 宣傳

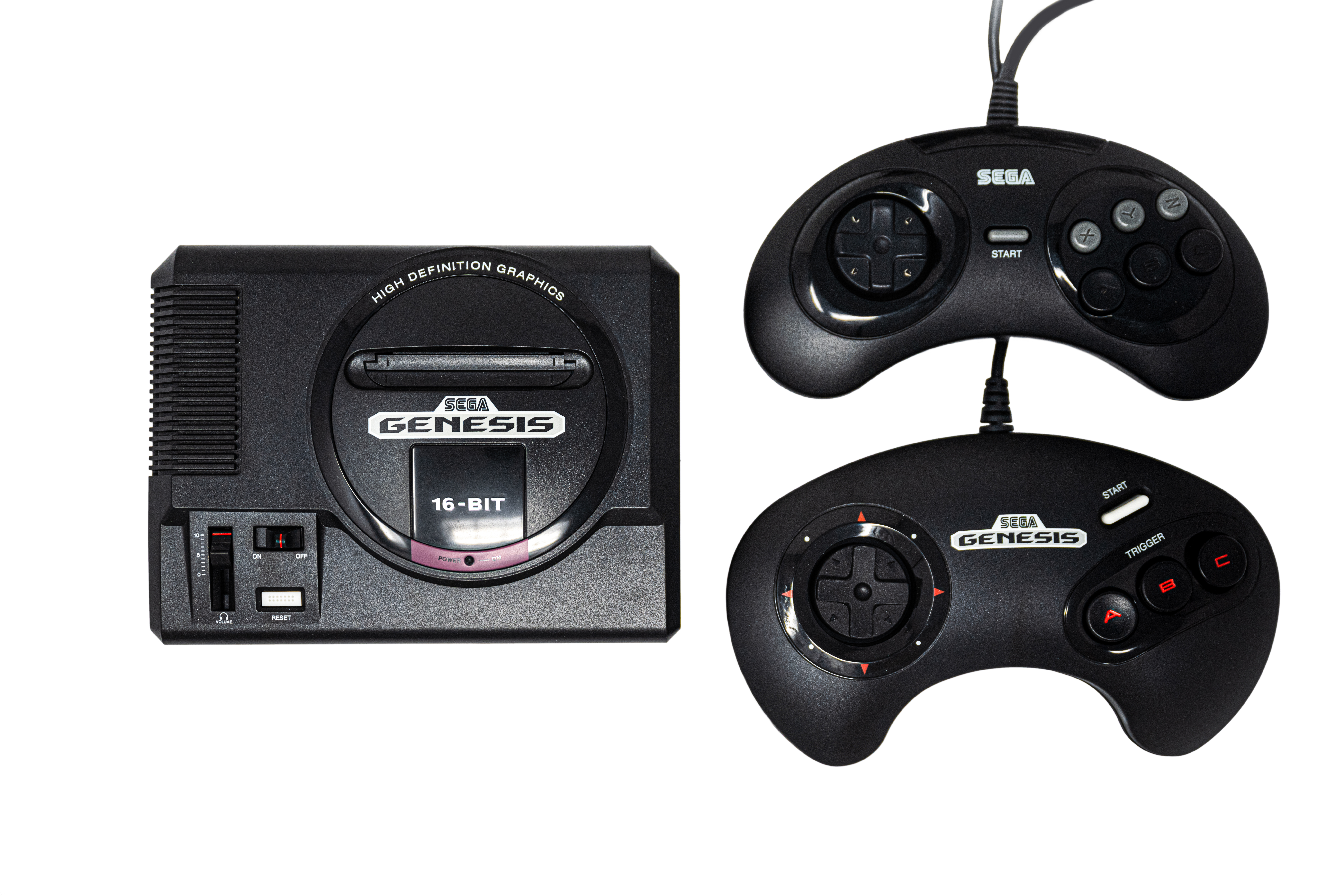
Mega Drive Mini

2019年9月19日當日公開的漫畫為跟同日發售、由SEGA發行的Mega Drive Mini的合作話數，講述舅舅購買了Mega Drive Mini的故事。2020年2月24日，SEGA遊戲《異形戰士》發行25週年，在官方網站上提及該遊戲在《異世界歸來的舅舅》出現，收錄了該遊戲的Mega Drive Mini W亞洲版也附送由漫畫作者繪畫的明信片。在宣佈獲改編為電視動畫後，在SEGA遊戲機Mega Drive發行33週年的2021年10月29日，電視動畫方公開了紀念特別視覺圖。

## 出版書籍
| 卷數 | KADOKAWA       | KADOKAWA               | 台灣角川       | 台灣角川                                             | 天闻角川     | 天闻角川               |
| 卷數 | 發售日期       | ISBN                   | 發售日期       | ISBN / EAN                                           | 發售日期     | ISBN                   |
| ---- | -------------- | ---------------------- | -------------- | ---------------------------------------------------- | ------------ | ---------------------- |
| 1    | 2018年11月21日 | ISBN 978-4-04-065368-6 | 2019年11月20日 | ISBN 978-957-74-3380-0                               | 2023年2月5日 | ISBN 978-7-5570-2922-7 |
| 2    | 2019年4月22日  | ISBN 978-4-04-065707-3 | 2020年4月27日  | ISBN 978-957-74-3666-5                               | 2023年2月5日 | ISBN 978-7-5570-2922-7 |
| 3    | 2019年10月21日 | ISBN 978-4-04-064093-8 | 2020年8月26日  | ISBN 978-957-74-3909-3                               | 2024年6月    | ISBN 978-7-5570-3288-3 |
| 4    | 2020年4月23日  | ISBN 978-4-04-064575-9 | 2021年2月22日  | ISBN 978-986-52-4224-4                               | 2024年6月    | ISBN 978-7-5570-3288-3 |
| 5    | 2020年10月23日 | ISBN 978-4-04-065952-7 | 2021年8月25日  | ISBN 978-986-52-4720-1                               | 2025年       | ISBN 978-7-5570-3450-4 |
| 6    | 2021年6月23日  | ISBN 978-4-04-680402-0 | 2022年6月27日  | ISBN 978-626-32-1518-4 EAN 471-128961042-7（特裝版） | 2025年       | ISBN 978-7-5570-3450-4 |
| 7    | 2022年2月21日  | ISBN 978-4-04-681123-3 | 2022年9月22日  | ISBN 978-626-32-1766-9                               | 2025年       | ISBN 978-7-5570-3509-9 |
| 8    | 2022年8月20日  | ISBN 978-4-04-681684-9 | 2023年4月6日   | ISBN 978-626-35-2330-2                               | 2025年       | ISBN 978-7-5570-3509-9 |
| 9    | 2023年3月22日  | ISBN 978-4-04-682358-8 | 2024年2月1日   | ISBN 978-626-37-8468-0                               | 2025年       | ISBN 978-7-5570-3519-8 |
| 10   | 2023年9月22日  | ISBN 978-4-04-682881-1 | 2024年7月25日  | ISBN 978-626-40-0240-0                               | 2025年       | ISBN 978-7-5570-3519-8 |
| 11   | 2024年3月23日  | ISBN 978-4-04-683492-8 | 2025年1月16日  | ISBN 978-626-41-5147-4                               |              |                        |
| 12   | 2024年9月21日  | ISBN 978-4-04-683997-8 |                |                                                      |              |                        |
| 13   | 2025年3月22日  | ISBN 978-4-04-684695-2 |                |                                                      |              |                        |

## 迴響
《海賊王》作者尾田榮一郎在《週刊少年Jump》2019年第26號的目錄上表示購買了《異世界歸來的舅舅》的第2卷。
發行量超過100萬本。跟《騎乘之王》一同獲得下一部人氣漫畫大賞2019的U-NEXT獎。2023年BookLive讀者票選搞笑/喜劇類漫畫第2名。2024年「BookLive!讀者票選」異世界·轉生漫畫類第3名，在2024「BookLive!讀者票選」的「讀者票選推薦最佳100部異世界漫畫」的排行榜中，位居少年漫畫·青年漫畫的第5名。

## 電視動畫
2021年6月18日，宣布將改編成動畫。7月23日，公開電視動畫的前導視覺圖。12月24日，宣佈動畫定於2022年首播，並公開主視覺圖、主要聲優和製作人員陣容。
2022年2月1日，宣佈將於3月27日在AnimeJapan 2022的GREEN STAGE舉辦舞台活動，聲優子安武人、福山潤、小松未可子和戶松遙將會出席。3月27日當天，宣佈動畫定於同年7月首播，並公開第1條宣傳片。
電視動畫于2022年6月25日在YouTube提前放送第一话先行版，7月6日起在日本電視台以及Netflix等網絡平台正式播出。7月27日宣布由于2019冠状病毒病疫情影响，第5集延迟到8月17日播出。9月2日再宣布因负责制作的Atelier Pontdarc公司内的冠状病毒病感染人数激增，第8集及以后的内容暂停播出，9月改重播第3集至第6集。9月9日宣布於10月6日起自第1集開始重新播放，第8集及以後的集數順延至11月24日起首播。2022年12月26日宣布由于冠状病毒疫情扩大，导致当地制作公司交付延期，为了保证剧情品質，决定推迟原定于12月29日的第13话播出，改为重播第12话，第13话最终延期至2023年3月8日播出。

### 製作人員
- 原作、場景監督：（WebComic連載／KADOKAWA刊）
- 導演：河合滋樹
- 系列構成：豬原健太
- 人物設定、總作畫監督：大田和寬
- 服裝設計：須藤智子
- 怪物設計：寺尾憲治
- 道具設計：岩畑剛一、鈴木典孝
- 設計工作：加藤千恵、燈夢
- 美術設定：青木薫、中島美佳
- 美術監督：高峯義人
- 色彩設計：安部渚
- 特殊效果：谷口久美子
- 攝影監督：峰岸健太郎
- 3D導演：輕部優、
- 編輯：須藤瞳
- 音響監督：明田川仁
- 音樂：末廣健一郎
- 音樂製作人：若林豪
- 音樂製作：KADOKAWA
- 製作人：石上丈太郎、赤坂泰基、德村憲一、飯塚彩、多田祐一、外川明宏、有水宗治郎
- 動畫製作人：吉川綱樹
- 動畫製作：Atelier Pontdarc[4]
- 製作：異世界歸來的舅舅製作委員會

### 主題曲
片頭曲「story」
作詞、作曲、編曲：R・O・N，主唱：前島麻由
片尾曲
作詞：PA-NON，作曲：渡邊翔，編曲：清水哲平，主唱：井口裕香

### 插入曲
みっつの祠の民謡（第12话）
作词：殆ど死んでいる，作曲：うたたね歌菜，主唱：梅貝爾（悠木碧）
Star Light Zone（第12话）
作曲：中村正人，主唱：梅貝爾（悠木碧）
DREAMS DREAMS：Mabel Ver（第12话）
作词、作曲：ササキトモコ，主唱：梅貝爾（悠木碧）
解けない魔法（第13话）
作詞：PA-NON、作曲：amazuti、編曲：渡辺拓也，主唱：井口裕香

### 劇集列表
| 話數 | 標題                                            | 分鏡       | 演出             | 劇本     | 作畫監督                                                                         | 總作畫監督 | 首播日期       |
| --- | ----------------------------------------------- | ---------- | ---------------- | -------- | -------------------------------------------------------------------------------- | ---------- | -------------- |
| 1 | 漫長17年後，我總算從大巴哈馬魯異世界歸來！ （） | 河合滋樹   | 河合滋樹         | 豬原健太 | 大田和寬                                                                         | 大田和寬   | 2022年7月6日   |
| 敬文得知自己34歲的舅舅陽介在昏迷17年後終於清醒，舅舅稱自己這17年間到了名為大巴哈馬魯的異世界，並確實展現出在該世界中獲得的魔法。敬文決定和舅舅一起住，並利用舅舅的魔法拍影片，當YouTuber賺錢。身為SEGA忠實支持者的舅舅被迫面對這十七年間的時代差異，尤其是網際網路的演進和SEGA在遊戲市場上的沒落。舅舅展示一段他和女精靈愛爾卡的記憶，兩人相處的過程使敬文發現愛爾卡是傲嬌，但舅舅完全不知何謂傲嬌，因此沒能和愛爾卡發展出戀情，甚至還把原本被視為是給愛爾卡的求婚戒指賣錢還債。 |                                                 |            |                  |          |                                                                                  |            |                |
| 2 | 《守護者列傳》應該是第一名！ （）               | 河合滋樹   | 仁科邦康         | 豬原健太 | 和泉百香、佐野勝、島崎望、山道到威                                               | 大田和寬   | 2022年7月13日  |
| 舅舅買了最後一期的SEGA雜誌，失落地發現最受歡迎的遊戲是美少女遊戲，而自己最愛的《守護者列傳》只排名第197。他透露自己無法理解RPG裡的故事設計，並展示一段冒險過程，敬文認為按理他應該在為名為梅貝爾的少女治療心傷後，獲得她贈與的冰劍，並以此擊敗火龍。實力非凡的舅舅卻直接在沒有冰劍的情況下殺死火龍，讓梅貝爾的心依然痛苦。之後梅貝爾到舅舅的房間尋求建議，想知道如何變得堅強，但舅舅卻說繼續懦弱也無妨，甚至拒絕她給的冰劍。敬文遇見兒時玩伴藤宮澄夏，暗戀敬文的澄夏積極地想拉近關係，並對和敬文同住的舅舅感到惱怒。 |                                                 |            |                  |          |                                                                                  |            |                |
| 3 | 我是你的舅媽 （）                               | 岩畑剛一   | 古賀一臣         | 豬原健太 | 、坂井久太                                                                       | 大田和寬   | 2022年7月20日  |
| 敬文和舅舅的YouTube頻道必須有1000名訂閱者才能持續營利，由於舅舅以他當時的網路禮儀應對觀眾評論，使得訂閱者不斷流失。舅舅展示一段他造訪被巨大結界保護的城市的經歷，他出於好奇破壞了結界，並迅速地修好它，愛爾卡袒護了他並想和他約會，但舅舅卻把此舉視為勒索。舅舅注意到澄夏對敬文有好感，他變身成愛爾卡並聲稱是敬文的舅媽，試圖以女性的角度和她談論戀愛話題，但敬文立刻識破他，並趁機拍了YouTube影片。影片幾分鐘內便獲得20萬次觀看，舅舅厭惡這些喜歡女精靈而非遊戲的訂閱者，而敬文則對影片帶來的巨大收益欣喜若狂。 |                                                 |            |                  |          |                                                                                  |            |                |
| 4 | 你陪我度過辛苦時光 （）                         | 中山奈緒美 | 中山奈緒美       | 猪原健太 | 坂井久太                                                                         | 大田和寬   | 2022年7月27日  |
| 藤宮對敬文無法察覺她的魅力感到苦惱，在敬文外出購物時，她被舅舅的魔法意外弄得全身濕透。在盥洗完後，敬文不慎看到藤宮更衣的場景。藤宮從敬文的反應判斷他對自己有好感，但敬文卻對看到朋友的半裸很抱歉，要求舅舅消除自己的記憶。舅舅展示了自己初次飲酒的回憶，他和愛爾卡談論著兩人相遇的情景，之後他要愛爾卡和自己一起到旅館房間，愛爾卡以為兩人將共度春宵，但實際上陽介只是要愛爾卡攙扶喝醉的自己，並在抵達旅館後獨自進房睡覺。舅舅還展示一段他和愛爾卡在迷宮的回憶，愛爾卡在遭受攻擊後臉紅氣喘，陽介以為她中毒，但敬文和藤宮都認為效果是催情。之後愛爾卡把陽介打昏，並用精靈髮飾禁止陽介讀取記憶，在陽介清醒後，他不清楚愛爾卡是如何「解毒」的。                                                                       |                                                 |            |                  |          |                                                                                  |            |                |
| 5 | 我有次差點被暗殺 （）                           | 一居一平   | 一居一平         | 猪原健太 | 、一居一平、岩崎夏奈                                                             | 大田和寬   | 2022年8月17日  |
| 陽介展示一段異世界時的回憶。他差點遭到梅貝爾暗殺，因為他沒有拿冰劍殺死火龍，讓守護冰劍的梅貝爾失去人生意義。陽介送了她一枚戒指作為補償，藤宮、敬文和梅貝爾都認為這是在示愛，而此舉也溶化了梅貝爾內心的寒冰，直到陽介建議她把戒指賣掉，用以換取錢財。憤怒的梅貝爾舉劍攻擊陽介，在另一個房間的愛爾卡耳聞聲響後過來查看，並幫助梅貝爾一起把陽介冰凍起來。在陽介被冰凍期間，梅貝爾向愛爾卡解釋，自己所屬的冰之一族是四百年前從日本轉生過來的武士創立的，而冰劍則是武士的轉生獎勵。陽介發現自己轉生時似乎沒有收到獎勵，便回顧了記憶，他發現異世界之神當初以漢語詢問陽介是否想要獲得獎勵，而聽不懂漢語的自己只想要了解大巴哈馬魯的語言。在使用翻譯軟體得知真相後，敬文和藤宮發現舅舅浪費了願望，並對後續的發展感到失落。 |                                                 |            |                  |          |                                                                                  |            |                |
| 6 | 所以我被扔進畸形秀的地下室…… （）               | 岩畑剛一   | 鳥羽聡           | 猪原健太 | 佐々木正広、佐野勝、山道到威、山本恭平、𠮷田肇                                   | 大田和寬   | 2022年8月24日  |
| 陽介的回憶顯示，他初至異世界後被當成會說話的半獸人，賣給畸形秀的老闆後被關進地下室一週，之後靠著與精靈溝通脫困，並殺死了大量怪物。在來到異世界第九天，陽介擊敗魔毒龍，救了精靈愛爾卡，從此被她糾纏不休。另一段回憶顯示陽介被梅貝爾冰凍後的後續，陽介打算到地下城參觀，愛爾卡想買回戒指，而梅貝爾則回頭睡覺，三人分道揚鑣。 |                                                 |            |                  |          |                                                                                  |            |                |
| 7 | 看吧，SEGA遊戲對人生大有幫助！ （）             | 中山奈緒美 |                  | 猪原健太 | 寺尾憲治、、岩崎夏奈、坂井久太                                                   | 大田和寬   | 2022年8月31日  |
| 陽介買了Mega Drive，並用它遊玩《戰斧》，他表示自己在異世界使用過該遊戲的戰術，並展示一段自己和冒險者們合作擊敗哥布林的回憶。然而《戰斧》裡的戰術和招式對哥布林毫無作用，他最終依靠其它方式擊敗哥布林，但還是堅持世嘉的遊戲對人生大有幫助。之後陽介結識了魔導士愛利希雅和她的同伴，並試圖找到傳說的勇者。敬文發現藤宮把手機忘在自家，便和舅舅一起把手機送還。兩人誤以為藤宮被可疑份子糾纏，舅舅便將魔法借給敬文，但敬文上前搭話後才知道對方是藤宫的弟弟千秋。雖然有所誤會，但藤宮還是對他前來相救感到開心。 |                                                 |            |                  |          |                                                                                  |            |                |
| 8 | 我變身成我所知的最強大生物才存活下來 （）       | 渡邊政治   | 古賀一臣         | 豬原健太 | 桜井このみ、今泉龍太、坂井久太、エーテル・キトゥン                               | 大田和寬   | 2022年11月24日 |
| 陽介和愛利希雅及其同伴同行，四人進入深暗迷宮試圖取得傳說中的救世魔杖，陽介使用魔法找到捷徑，立即取得魔杖，但這實在太像作弊，陽介便消除三人記憶並和他們一起重新探索迷宮，之後陽介獨自前往王都。在另一段記憶中，陽介因為認為愛利希雅被封為勇者一事會造成她的危險，便在讀取士兵記憶獲取官員情報後前往官員旁，得知司令官打算將愛利希雅等人視為棄子。陽介沒能成功說服對方，便化身成自己的中學老師，反覆掌摑司令官。王都派出成為騎士的梅貝爾對抗陽介，兩人便用魔法製造雙方激烈對峙的幻覺，在幻覺被識破後，陽介擊敗對梅貝爾施展精神控制的祭司，並促使司令官相信自己的士兵，而非將勇者們當成棄子。不過梅貝爾卻再度失業。                                                                                                   |                                                 |            |                  |          |                                                                                  |            |                |
| 9 | 這是冰之精靈要求冷氣魔法的代價 （）             | 岩畑剛一   | 長岡義孝         | 豬原健太 | 山本恭平、吉田肇、佐野勝、島崎望                                                 | 大田和寬   | 2022年12月1日  |
| 氣溫炎熱導致SEGA土星一度故障，敬文打算存錢買冷氣機。在使用魔法降溫後，陽介解釋自己借用冰之精靈能力的運作方式，並表示必須獻上牛頭作為代價，否則地球上的平原就會凍結十年，所幸他們用魚頭替代才解決此事。陽介的一段回憶顯示，他曾變成龍為期一個月，之後被愛爾卡解除魔法，變回原形，陽介便破除商會施加在愛爾卡身上的咒縛作為回報，讓愛爾卡免於受到商會控制。 |                                                 |            |                  |          |                                                                                  |            |                |
| 10 | 講禮節…的前提是對方把我當人看 （）              | 一居一平   | 河合滋樹         | 豬原健太 | 坂井久太、櫻井このみ、エーテル・キトゥン                                         | 大田和寬   | 2022年12月8日  |
| 藤宮的同學澤江到敬文家作客，在發現藤宮暗戀敬文後，便和他聊起關於藤宮的話題。陽介展示了藤宮小學時的影像，在察覺藤宮不希望此影像曝光後便打算消除澤江的記憶，並提到異世界時的相關回憶。陽介展示一段回憶，指出除了陽介之外尚有名為村山祥二郎的日本人穿越至大巴哈馬魯，並在當地建造溫泉旅館。陽介和愛爾卡泡過溫泉後同住一間房，遇見愛利希雅和她的同伴，在愛爾卡為了尋找古代魔導具而離開後，魔獸闖入旅館並引發火災。 |                                                 |            |                  |          |                                                                                  |            |                |
| 11 | 不、不是、這不是因為看了色色的東西… （）        | 中山奈緒美 | 中山奈緒美       | 豬原健太 | 稲吉智重、岩崎夏奈、稲吉朝子、桜井このみ、今泉竜太、エーテル・キトゥン           | 大田和寬   | 2022年12月15日 |
| 陽介等人合力對抗魔獸，陽介的魔法被封住，而愛利希雅的同伴又遭到操控，導致兩人一度陷入困境。之後愛利希雅使用救世魔杖的能力解除危機，陽介的魔法也逐漸恢復，並將魔獸一掃而空。愛利希雅和陽介一起泡了溫泉，並透露自己沒有幼時的記憶。在得知陽介曾消除自己的記憶後，兩人發生了爭執，陽介承諾自己不會再對她使用消除記憶魔法，或消除自己有關她的記憶。 |                                                 |            |                  |          |                                                                                  |            |                |
| 12 | 名字很重要，那傢伙也是這麼說的 （）             | 渡邊政治   | いとがしんたろー | 豬原健太 | 坂井久太、稲吉智重、稲吉朝子、川村裕也、寺尾憲治、桜井このみ                     | 大田和寬   | 2022年12月22日 |
| 陽介展示一段在溫泉事件後一個月的回憶，他遇見旅居在森林中的梅貝爾，建議她當吟遊詩人賣藝掙錢，並教她唱《》的背景音樂和《飛天幽夢》的結尾曲，兩人親密模樣讓愛爾卡甚為忌妒。陽介發現自己長期搞錯《炸彈小子》女主角的名字，並展示先前回憶的後續。陽介和愛爾卡對彼此透露了本名，愛爾卡的本名很長，陽介便以愛爾卡的綠色瞳孔為她取了「翠」作為暱稱。陽介摧毀了三座神祠，解放其中的神聖魔力集合體，雖然陽介試圖一戰，但他隨即被操控並反過來攻擊愛爾卡和梅貝爾。及時趕到的愛利希雅為了拯救他而窺見他的記憶，在陽介恢復理智後，放出自己先前封住的火龍對抗神聖魔力集合體。 |                                                 |            |                  |          |                                                                                  |            |                |
| 13 | 多虧了大家，謝謝 （）                           | 河合滋樹   | 今泉竜太         | 豬原健太 | 稲吉智重、稲吉朝子、寺尾憲治、岩崎夏奈、渡辺はるか、今泉竜太、川村裕也、大田和寛 | 大田和寬   | 2023年3月8日   |
| 在火龍吞噬神聖魔力集合體後，眾人商討了擊敗火龍的策略，梅貝爾、愛利希雅和同伴擔任誘餌，陽介和愛爾卡給予最後一擊，陽介蒐集了它的能量，試圖之後藉此能量回到日本。之後陽介向所有人致謝，而他和梅貝爾、愛利希雅、愛爾卡之間的關係仍牽扯不清，而他之後也歷經許多冒險，還未向敬文一一道來。 |                                                 |            |                  |          |                                                                                  |            |                |

### 播映平台
| 播映地區         | 播映平台         | 播映日期                     | 播映時間              | 備註   |
| ---------------- | ---------------- | ---------------------------- | --------------------- | ------ |
| Netflix 服務地區 | Netflix 服務地區 | 2022年7月6日－2023年3月31日  | 星期三 22:30（UTC+8） | [ 51 ] |
| 中國大陸         | 哔哩哔哩         | 2022年8月31日－2023年3月15日 | 星期三 21:00（UTC+8） | [ 52 ] |

### BD / DVD
| 巻 | 發售日期      | 收錄話數      | 規格編號   | 規格編號   |
| 巻 | 發售日期      | 收錄話數      | BD限定版   | DVD限定版  |
| -- | ------------- | ------------- | ---------- | ---------- |
| 1  | 2022年9月28日 | 第1話－第4話  | ZMXZ-15841 | ZMBZ-15851 |
| 2  | 2023年1月25日 | 第5話－第8話  | ZMXZ-15842 | ZMBZ-15852 |
| 3  | 2023年3月24日 | 第9話－第13話 | ZMXZ-15843 | ZMBZ-15853 |

## 外部連結
漫畫
- 漫畫官方網站（ComicWalker）（日語）
- 漫畫官方網站（NICONICO靜畫）（日語）
- 【試閱】《異世界歸來的舅舅》舅舅竟是異世界歸來的生還者 還會各種魔法？！ - 巴哈姆特電玩資訊站（繁體中文）

電視動畫
- 電視動畫官方網站（日語）
- 電視動畫官方的X（前Twitter）（日語）